# Иоанн X (папа римский)
Иоа́нн X (лат. Ioannes PP. X; настоящее имя — Джованни да Тоссиньяно; 860—929) — папа римский с марта 914 года по 28 мая 928 года. Четвёртый папа т. н. времени «порнократии» — периода в истории папства, когда понтифики находились под сильным влиянием самой могущественной на тот момент в Риме аристократической семьи графов Тускулумских. По одной из версий занял папский престол благодаря любовной связи с женой графа Тускулумского Теофилакта І Феодорой.
За время своего правления сумел создать христианский альянс, войска которого победили сарацин в битве при Гарильяно. Успех в этом сражении способствовал изгнанию мусульман из Южной Италии. Поддерживал Беренгара І Фриульского, который стремился объединить Италию в единое государство. За время своего правления содействовал реформированию монашества.
В конце жизни поссорился с семьёй графов Тускулумских. Гвидо Тосканскому с женой Марозией удалось свергнуть понтифика. Собранный втайне отряд солдат ночью напал на Латеранский дворец. Иоанна X схватили и поместили в темницу, где он вскоре был убит или умер от плохих условий содержания.

## Происхождение. Карьера до занятия папского престола
Иоанн X был родом из северной области Италии Эмилии-Романьи, небольшого города Тоссиньяно у реки Сантерно. Его отца также звали Иоанном. Епископ Болоньи Пётр IV рукоположил молодого Иоанна в диаконы. Позже он привлёк внимание Феодоры Старшей, жены Теофилакта І, графа Тускулумского, самого могущественного аристократа Рима. Хронист Лиутпранд Кремонский утверждал, что Иоанн стал её любовником во время визита в Рим. По протекции Феодоры Иоанн сменил Петра IV на епископской кафедре Болоньи. Он был рукоположён в архиепископы Равенны в 905 году папой римским Сергием III, другим выдвиженцем графов Тускулумских.
За восемь лет в качестве архиепископа Иоанн помогал папе Сергию ІІІ в его неудачных попытках короновать Беренгара І Фриульского императором Священной Римской империи и сместить Людовика ІІІ Слепого. Ему также пришлось защищаться от узурпатора, который пытался занять его кафедру, а также подтверждать свои полномочия в аббатстве Нонантола, когда местный игумен пытался выйти из-под юрисдикции архиепископа Равенны.
После смерти папы Ландона в 914 году фракция римской знати во главе с графом Теофилактом І вызвала Иоанна в Рим, чтобы предложить ему вакантный папский престол. Хотя Лиутпранд Кремонский утверждал, что это стало результатом протекции Феодоры Старшей, историки считают более вероятным, что возвышению Иоанна Х способствовали его близкие отношения с графом Теофилактом І Тускулумским и его оппозиционность к актам папы Формоза. Современники критиковали Иоанна за игнорирование декретов Латеранского собора 769 года, которые запрещали интронизацию папы без выборов.
На момент занятия Иоанном X престола Папская область представляла собой государственное образование в составе Священной Римской империи, руководителем которого являлся папа римский. Однако, в X столетии светская власть папы была ограничена. Он находился под влиянием римской знати, которая была настолько сильна, что могла диктовать ему свои условия и с ней было необходимо считаться.

## Война с сарацинами и коронация Беренгара I

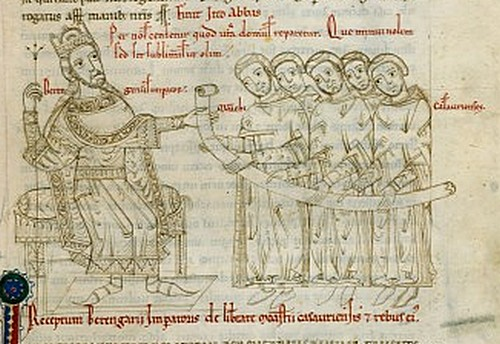
Беренгар I (сидит слева), которого папа Иоанн X короновал в 915 году императором Запада

Первой задачей, стоявшей перед новоизбранным папой Иоанном X, была ликвидация форпоста арабов («сарацин») на реке Гарильяно, который использовался ими для грабежей итальянского населения. Иоанн Х посоветовался с Ландульфом І, князем Беневенто, который рекомендовал ему обратиться за помощью к Византии, губернатору герцогства Сполето Альбериху І и другим влиятельным итальянским князьям. Иоанн Х последовал его совету и послал папских легатов к королю Италии Беренгару I и итальянским феодалам, а также в Константинополь, призывая объединиться против сарацин.
Результатом переговоров стало создание христианского альянса, предтечи крестовых походов следующего века. Силы нового византийского стратега Бари, Николая Пичинглия, присоединились к войскам южных итальянских князей: Ландульфа I, Иоанна I и Доцибилиса II из Гаэты, Григория IV и Иоанна II Неаполитанских и Гвемара II Салернского. Между тем, Беренгар І привёл с собой войска из северной части Италии, и кампания была согласована Иоанном X, который призвал к участию Альбериха I Сполетского.
После предварительных манёвров в Кампо-Баккано и Треви сарацины были изгнаны в их крепость на реке Гарильяно. После победы в битве при Гарильяно в июне 915 года союзники осаждали крепость в течение трёх месяцев, в конце которых сарацины сожгли свои дома и попытались вырваться из окружения. Иоанн Х выступил впереди войска, и объединённые христианские силы обратили сарацин в бегство, ликвидировав арабскую угрозу материковой части Италии. Затем Иоанн Х подтвердил предоставление Траетто герцогу Гаэты в качестве награды за разрыв заключённого им ранее союза с сарацинами.
В 905 году Беренгар І разбил войска и взял в плен императора Запада Людовика ІІІ Слепого, после чего стал основным претендентом на императорскую корону. Иоанн X использовал это в качестве рычага, чтобы подтолкнуть Беренгара І к поддержке и обеспечении войсками, организованной папой, антисарацинской кампании. После завершения своей части сделки Беренгар І стал настаивать, чтобы папа выполнил свои обязательства. Таким образом, в декабре 915 года Беренгар І вошёл в Рим и после встречи с графом Теофилактом І (чья поддержка ему была обеспечена) отправился к папе Иоанну Х в базилику Святого Петра. В воскресенье 3 декабря Иоанн Х короновал Беренгара І римским императором, в то время как Беренгар І, в свою очередь, подтвердил пожертвования, сделанные Престолу Святого Петра предыдущими императорами.

## Изменение политической ситуации в 924—926 годах

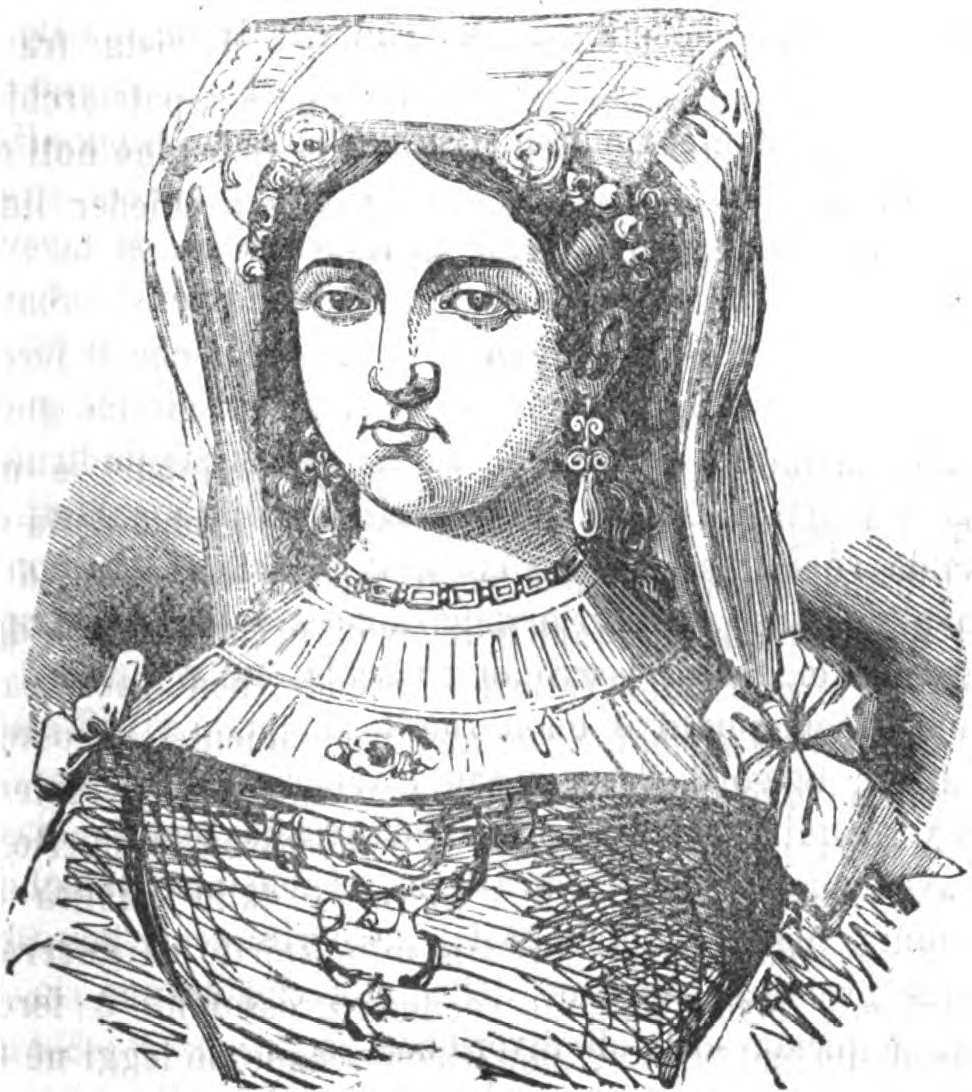
Марозия — один из наиболее влиятельных врагов папы Иоанна X

Иоанн X активно участвовал в политике Италии. Он и римская знать активно поддерживали Беренгара І в его действиях по объединению Италии. Одновременно с этим, усиление власти Беренгара І вызвало недовольство многих итальянских феодалов. В 923 году объединённая армия итальянских князей победила войска Беренгара І в битве при Фиренцуоле. Поражение сорвало все его планы по объединению Италии. В 924 году Беренгара I убили. В 925 году умер граф Теофилакт І Тускулумский. Зять Теофилакта Альберих I Сполетский установил свою тиранию в Риме. Однако его правление было недолгим. Возмущённые горожане при поддержке папы изгнали его из города. Чтобы восстановить власть над Римом, Альберих І призвал на помощь войска наёмников-венгров. Однако венгры были отброшены римлянами. Альберих І был убит в 925 году за сотрудничество с врагами Рима. Папа Иоанн Х, в результате политических пертурбаций, стал врагом дочери Теофилакта І и супруги Альбериха, Марозии. Одной из версий их вражды, было, якобы, недовольство Марозии любовной связью Иоанна Х с её матерью Феодорой Старшей.
Для борьбы с этой растущей угрозой Иоанн X предложил Гуго Провансальскому стать следующим королём Италии и отправил к нему в Пизу своего представителя. Вскоре после того, как Гуго был признан королём Италии в Павии, он встретился с Иоанном Х в Мантуе и заключил с ним некий договор, который, вероятно, должен был защитить интересы Иоанна Х в Риме. Другой претендент на корону Италии Рудольф II Бургундский не признал Гуго. Это стало причиной войны между ними, вследствие чего Гуго не имел реальной возможности помогать Иоанну X.
Марозия, тем временем, вышла замуж за маркграфа Тосканы Гвидо. Началась борьба за власть между ними и Иоанном Х. В неё оказался вовлечён брат Иоанна Х Пётр. Иоанн Х сделал в 924 году Петра герцогом Сполето после смерти Альбериха І. Усиление его влияния угрожали Гвидо и Марозии, которые начали против новоиспечённого герцога военные действия. Пётр был вынужден бежать к озеру Орта, где стал искать помощи у венгров. В 926 году он в сопровождении венгерских войск вернулся в Рим, чем напугал Гвидо и Марозию. Пётр смог вернуть свои владения и стать главным советником и влиятельным сторонником своего брата папы Иоанна Х.

## На международной арене

Европа в 925 году

Несмотря на серьёзные проблемы в Риме, Иоанну Х удавалось участвовать и в церковных и политических спорах по всей Европе. В 920 году византийские императоры Роман I и Константин VII, а также Константинопольский патриарх Николай Мистик просили папу отправить легатов в Константинополь, чтобы подтвердить акты синода, осудившего четвёртый брак Льва VI, и положить тем самым конец расколу между двумя церквями.
В 925 году Иоанн Х попытался воспрепятствовать использованию славянской литургии в Далмации и навязать местному населению мессы на латыни. Он писал королю Хорватии Томиславу I и князю Михаилу Вишевичу, прося их следовать инструкциям, полученным от своих легатов. Через год в Сплите состоялся синод, который подтвердил просьбу Иоанна Х: он запретил рукоположение не знающих латыни священников и запретил мессу на славянских языках, кроме случаев, когда наблюдалась нехватка священников. Указы Синода были отправлены в Рим для подтверждения папой, который их подписал и поручил хорватскому епископу Ноне перейти под юрисдикцию архиепископа Спалатро.
Примерно в то же время царь Болгарии Симеон I направил к Иоанну Х послов, предлагая отказаться от послушания своего государства Константинопольскому Патриарху и перейти под власть папы. Иоанн Х отказал болгарскому царю и отправил двух легатов к его двору с призывом примириться с Византией. При этом папа подтвердил царский титул Симеона І и его потомков. В 927 году он отправил в Болгарию легатов короновать сына Симеона І Петра I. Кроме того, Иоанн Х поручил легатам выступать в качестве посредников, чтобы попытаться остановить войну между болгарами и хорватами.
Иоанн Х активно действовал и в западноевропейском направлении. Ещё в самом начале своего понтификата он высказался в поддержку немецкого короля Конрада I в его борьбе против князей. Он послал папского легата на синод епископов, созванный Конрадом І в Альтхайме в 916 году, в результате чего Синод приказал противникам Конрада І предстать перед папой в Риме, пригрозив в противном случае отлучить их от церкви.
В 920 году Иоанн Х был призван королём Карлом ІІІ Простоватым вмешаться в спор о Льежском епископстве, где кандидат Карла ІІІ Илдуин, отвернулся от своего сюзерена и поддержал восстание герцога Лотарингии Гизельберта. Карл ІІІ пытался заменить своего бывшего ставленника другим кандидатом, Ричардом из Прюмского аббатства, но Илдуин пленил Ричарда и вынудил его рукоположить себя епископом. Иоанн X приказал обоим претендентам предстать перед ним в Риме, в результате чего папа подтвердил назначение Ричарда и отлучил Илдуина. Когда в 923 году Герберт II де Вермандуа пленил Карла ІІІ, то Иоанн Х был единственным, кто протестовал против этого. Он угрожал Герберту ІІ отлучением, если тот не вернёт Карлу ІІІ свободу, но Герберт ІІ проигнорировал эту угрозу. Не считаясь с папой, в 925 году Герберт ІІ сделал своего пятилетнего сына Гуго архиепископом Реймса. Более того, он заявил, что если папа будет протестовать, он разделит епископство и поделит его земли между своими сторонниками.
Иоанн Х, кроме политической, также участвовал в духовной жизни Церкви. В частности, в 914 году он давал следующие советы архиепископу Реймса Эрве по поводу христианизации норманнов. Он писал:
Ваше письмо наполнило меня одновременно печалью и радостью. Горе — от страданий, которые вам придётся претерпеть не только от язычников, но и от христиан; радость — от превращения северян, которые когда-то упивались кровью человека, но которые сейчас, по вашим словам, радуются тому, что они искуплены живительной кровью Христа. Для этого мы, слава Богу, и умоляем Его укрепить их в вере. Поскольку они новообращённые, они должны быть подвергнуты серьёзным каноническим покаяниям за их возврат к язычеству, убийство священников и жертвы идолам, мы оставляем это на ваш суд, поскольку никто другой не знает больше, чем вы, о нравах и обычаях этого народа. Вы, конечно, понимаете достаточно хорошо, что не рекомендуется обрабатывать их с тяжестью, требуемой по канонам, чтобы, думая, что они никогда не будут в состоянии нести непривычные нагрузки, они не вернулись к своим старым ошибкам.
Кроме того, Иоанн Х поддержал монашеское реформаторское движение аббатства Клюни. Он подтвердил строгие правила Клюни для местных монахов. Затем он написал королю Западно-Франкского королевства Раулю І, а также местным епископам и графам, давая им инструкции поставить монастырь под свою защиту.
В 924 году Иоанн X послал легата по имени Дзанелло в Испанию, чтобы оценить Мосарабский обряд. Дзанелло положительно отозвался об обряде, и папа дал новое разрешение на него, требуя только изменить слова освящения. Понтификат Иоанна Х ознаменовался прибытием большого количества паломников из Англии в Рим, в том числе Вульфхельма, архиепископа Кентерберийского в 927 году. За три года до этого король англосаксов Этельстан послал одного из своих вельмож, Альфреда, обвинённого в заговоре с целью ослепления короля, в Рим, где он должен был дать клятву перед папой о своей невиновности. По прибытии в Рим тот вскоре скончался. В 917 году Иоанн Х дал архиепископу Бремена в юрисдикцию епископов в Швеции, Дании, Норвегии, Исландии и Гренландии.
Наконец, во время своего понтификата Иоанн Х также восстановил Латеранский дворец, который обрушился в 897 году.

## Свержение и смерть
Борьба за власть между Иоанном X с одной стороны, и Гвидо Тосканским и Марозией с другой завершилась в 928 году. Гвидо тайно собрал отряд солдат и вместе с ними совершил нападение на Латеранский дворец, который охранял брат Иоанна Х Пётр с телохранителем и несколькими солдатами. Пётр был изрублен на глазах брата, а сам Иоанн Х был брошен в темницу, где и находился в заточении до своей смерти в 929 году. В источниках существует два мнения относительно обстоятельств смерти Иоанна Х. Согласно одной версии он был задушен в подземелье через несколько месяцев после свержения. По другой — умер в 929 году своей смертью от плохого обращения.
Иоанн X был похоронен в атриуме Латеранского собора, рядом с главным входом.

## Репутация и наследие

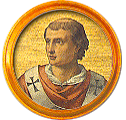
Изображение Иоанна в XIX веке в Базилике Святого Павла за городскими стенами

В течение многих столетий понтификат Иоанна Х оценивался как один из самых позорных в истории папства. Хронист X века Лиутпранд Кремонский характеризовал Иоанна как беспринципного священнослужителя, который стал любовником Феодоры ради достижения папского престола, и который занимал престол святого Петра будучи марионеткой Теофилакта Тускулумского. По его версии он был убит, чтобы освободить место для сына Марозии, папы Иоанна XI.
В соответствии с мнением Луи-Мари Корменена, Иоанн был:
сын монахини и священника… он был больше занят своей похотью и развратом, чем делами христианства… он был честолюбив, скуп, лишён стыда, веры и чести, и пожертвовал всем ради своих страстей.
Тем не менее в последнее время оценки его понтификата пересматриваются. Его также представляют человеком, который пытался противостоять аристократическому господству над папством, способствовал объединению Италии под рукой императора и именно за это был убит. Так, даже критик папства протестант Фердинанд Грегоровиус (1821—1891) видел в Иоанне X выдающегося государственного деятеля своего времени. Он подчёркивал, что несмотря на его прегрешения и моральные качества, Иоанн X вошёл в историю церкви человеком, чья деятельность способствовала распространению христианства. Также, утвердив правила Клюнийского движения, его следует считать одним из реформаторов монашеской жизни.